# Капустин, Михаил Николаевич
Михаил Николаевич Капустин (11 (23) января 1828, Александровский уезд, Екатеринославская губерния — 11 (23) ноября 1899, Санкт-Петербург) — русский правовед, специалист по гражданскому и международному праву, истории государства и права. Действительный тайный советник.

## Биография
Родился 11 (23) января 1828 года в дворянской семье в Екатеринославской губернии. Окончил Екатеринославская гимназию и юридический факультет Московского университета (1849) со степенью кандидата. Преподавал русское законоведение в 3-й московской реальной гимназии (1849—1852). Назначен исполняющим должность экстраординарного профессора Московского университета (1852), занял кафедру «общенародного», позднее международного права Московского университета. Сдал магистерские экзамены (декабрь 1852). Защитил диссертацию «Дипломатические сношения России с Западной Европою во второй половине XVII века» (1853)и с 1855 года исправлял должность экстраординарного профессора кафедры международного права. В 1862 году был избран и. д. ординарного профессора. Доктор права (1865).
Принял участие в подготовке Санкт-Петербургской конвенции 1868 года, запрещающей применение разрывных снарядов массой менее 400 граммов.
Был секретарём, основанного А. Н. Стрекаловой, «Общества распространения полезных книг» и принимал активное участие в организации первого в России исправительного учреждения для несовершеннолетних преступников — исправительной школы, преобразованной позднее в Рукавишниковский приют. С 1867 года был директором приюта, пока 1 июня 1870 года не был назначен директором и профессором преобразованного Демидовского юридического лицея в Ярославле; 30 августа этого же года возведён в чин действительного статского советника. Привлёк к преподаванию в нём выдающихся учёных, под его руководством были основаны 13 юридических кафедр, сформирована юридическая библиотека, ввёл систему чтения и записывания лекций, беседы профессоров со студентами, ежегодные переходные экзамены, добился (1871) разрешения на издание «Временника Демидовского лицея», в котором публиковались научные работы преподавателей и студентов и новости лицея, инициировал (апрель 1871) создание Ярославского общества попечительства о недостаточных студентах. Его труды были очень скоро оценены: уже через четыре года он получил чин тайного советника.
В 1883 году перешёл на пост попечителя Дерптского, а в 1891 году — Санкт-Петербургского учебного округа; исполнял, вместе с тем, обязанности инспектора классов в Училище правоведения. Читал лекции по международному праву императору Николаю II. Был в 1898 году членом арбитража по рассмотрению спора между Францией и Нидерландами относительно Гвианы.
Умер 11 (23) ноября 1899 года в Санкт-Петербурге. Похоронен на Никольском кладбище Александро-Невской лавры.

## Характеристика деятельности
Как учёный юрист, Капустин является защитником исторического, чуждого всякой философии, изучения права: «область права не допускает произвольных измышлений; метафизика и метаполитика должны быть чужды юристу». Основой юридического образования он признавал гражданское право; политическое образование юриста должно быть сведено к минимуму. Эти воззрения Капустин проводил в ряде актовых речей и в своей педагогической деятельности в качестве директора Демидовского юридического лицея [В теоретических своих взглядах, впрочем, Капустин не всегда последователен. В актовой речи 1876 года он пишет: «юридическое положение не есть математическая формула; в нём слышится утешенное горе, обеспеченный труд, счастье семьи, сдержка произвола, ограничение кровопролития». В речи 1882 года он, наоборот, защищает науку права потому, что «она суха, безжизненна, бесстрастна; строгие и точные её начала и без всякой окраски социального и политического характера столь же привлекательны для юриста, как числовые формулы для математика».
Как администратор, Капустин в Дерптском учебном округе явился последовательным, но сравнительно умеренным проводником преобразования немецких учебных заведений Прибалтийского края. В качестве попечителя Петербургского учебного округа Капустин обратил на себя внимание рядом циркуляров, имеющих целью поставить в более нормальное положение отношения учителей гимназий к своим ученикам.
Большая часть сочинений Капустина посвящена истории и теории публичного права: «Дипломатические сношения России с Западной Европой во второй пол. XVII в.» (М., 1852); «Обозрение предметов международного права» (М., 1856); «Международное право» (Яр., 1873); «История (всеобщая) права» (Яр., 1872); «Чтения о политической экономии и финансах» (Яр., 1879); «О значении национальности в международном праве» (М., 1863) и др. Автор первых в России учебников по международному праву. Из уроков истории он извлекает иногда поучения о ходе и направлении прогрессивного развития права и защищает определённые теоретические идеалы. «Национальности примиряются свободою и самоуправлением; они становятся во враждебное отношение вследствие гнета, преследований, унижения… Опыт доказал, что свободные учреждения страны, политическая равноправность народностей всегда верно ведут к их сближению.» Из чисто юридических работ Капустина наибольшее значение имеет «Древнерусское поручительство» (К., 1855); другие («Юридическая догматика» и «Институции римского права», М., 1881) гораздо менее ценны. Капустину принадлежит также ряд журнальных статей по вопросам права, политики, библиографии.

## Награды
- Орден Святого Станислава 2-й ст. (1862)
- Орден Святого Владимира 4-й ст. (1864)
- Орден Святой Анны 2-й ст. с императорской короной (1870)
- орден Св. Станислава 1-й ст. (1873)
- орден Св. Анны 1-й ст.
- орден Св. Владимира 2-й ст.

## Сочинения
- Дипломатические сношения России с западной Европой во второй половине XVII века. — М.: Университетск. тип., 1852. — 152 с.
- Обозрение предметов международного права. Вып. 1—4. — М.: Университетск. тип., 1856—1859.
- О значении национальности в международном праве. — М., 1863.
- Этнография и право. — М.: Унив. тип. (Катков и К°), ценз. 1868. — 8 с.
- Теория права: (Юрид. догматика). Т. 1. — М.: Унив. тип. (Катков и К°), 1868. — [8], 28, 352, 4 с.
- История права. Ч. 1. — Ярославль: Тип. Губ. земск. управы, 1872. — С. 271.
- Международное право. — Ярославль: Тип. Губ. земск. управы, 1873. — 87 с.
- Чтения о политической экономии и финансах. — Ярославль: Тип. Губ. правл., 1879. — 382 с.
- Юридическая энциклопедия. (Догматика). - 1893
- Очерк истории права в Западной Европе. - 1866
- Институции Римского права. - 1880